# Holland (Iowa)
Holland es una ciudad ubicada en el condado de Grundy en el estado estadounidense de Iowa. En el Censo de 2010 tenía una población de 282 habitantes y una densidad poblacional de 437,27 personas por km².

## Geografía
Holland se encuentra ubicada en las coordenadas 42°24′00″N 92°47′56″O / 42.40000, -92.79889. Según la Oficina del Censo de los Estados Unidos, Holland tiene una superficie total de 0.64 km², de la cual 0.64 km² corresponden a tierra firme y (0%) 0 km² es agua.

## Demografía
Según el censo de 2010, había 282 personas residiendo en Holland. La densidad de población era de 437,27 hab./km². De los 282 habitantes, Holland estaba compuesto por el 99.65% blancos, el 0% eran afroamericanos, el 0% eran amerindios, el 0% eran asiáticos, el 0% eran isleños del Pacífico, el 0% eran de otras razas y el 0.35% pertenecían a dos o más razas. Del total de la población el 0% eran hispanos o latinos de cualquier raza.